# Homating
Homating ist ein Gemeindeteil der Stadt Dorfen im oberbayerischen Landkreis Erding.

## Lage
Die Einöde Homating liegt drei Kilometer nordwestlich von Dorfen. Das Gebäude Homating 2 liegt 350 m nordwestlich von den Gebäuden Homating 1 und 1a. Zwischen den Gebäuden entspringt der Harbach, der östlich von Oberdorfen in den Seebach mündet.

## Bevölkerungsentwicklung
Um 1871 gab es in Homating 13 Einwohner. Im Mai 1987 lebten dort acht Einwohner in zwei Wohngebäuden.
| Jahr      | 1871 | 1925 | 1950 | 1970 | 1987 |
| Einwohner | 13   | 15   | 14   | 11   | 8    |